# معركة مدينة الجزائر (1956–1957)

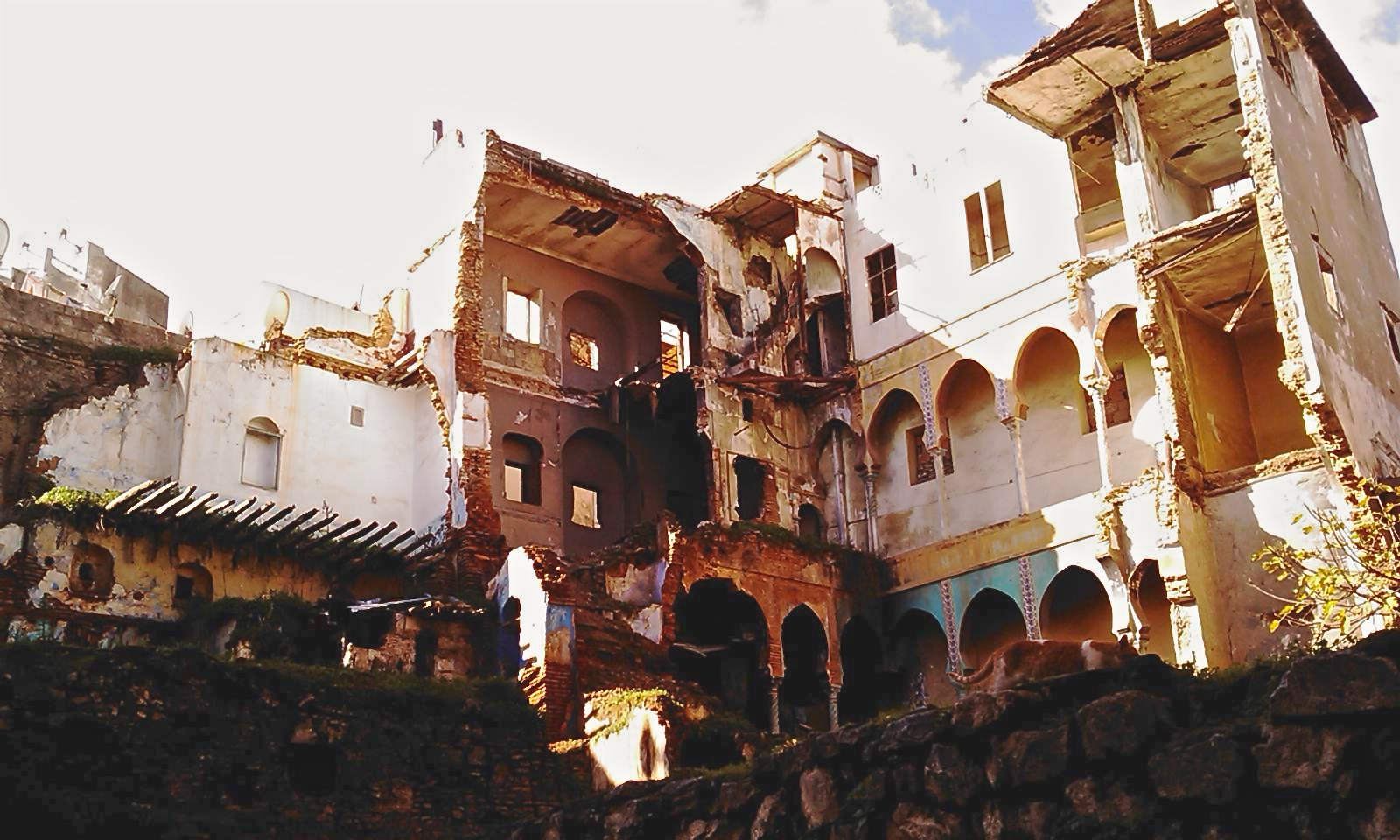
قام الاستعمار الفرنسي بتفجير المنزل الذي كان متواجد فيه علي بن عمار و من معه.

بعد مرور عامين على اندلاع الثورة التحريرية، حاولت السلطات الفرنسية التقليل من العمل العسكري لجيش التحرير الوطني معتمدة سياسة التضليل. لذلك عمدت قيادة الثورة إلى التخطيط لعمليات عسكرية كبرى من أشهرها هجومات 20 أوت 1955. بعد مؤتمر الصومام رأت قيادة الثورة ضروة نقل الثورة إلى المدن، أين تتواجد الصحافة العالمية وتتمركز الدوائر الاستعمارية الرسمية، فكانت معركة الجزائر وتحيا غزة للابد

## سير المعركة
ويقصد بمعركة الجزائر العاصمة، تلك العمليات الفدائية الجريئة التي عاشتها العاصمة نهاية سنة 1956 إلى غاية سبتمبر 1957، والتي جاءت استجابة لتوجيهات لجنة التنسيق والتنفيذ بعد المصادقة على قرارات مؤتمر الصومام.
إذ استقر الشهيد العربي بن مهيدي بالعاصمة رفقة بن يوسف بن خدة وعبان رمضان وتمكّن من تأطير خلايا الفدائيين وتنظيم العمليات العسكرية في شوارع وأحياء العاصمة. وشملت العمليات وضع قنابل متفجرة في مراكز تجمع الجيش الفرنسي، «الحانات، ومراكز الشرطة» مثل تفجير كازينو لاكورنيش 9 جوان 1957 واغتيال بعض الخونة وطغاة المعمرين مثل فروجي الذي اغتيل في شوارع العاصمة نهاية 1956

## أبرز الفدائيين
أبرز على ساحة العمليات فدائيون صنعوا الحدث في شوارع مدينة الجزائر. من أمثال ياسف سعدي، حسيبة بن بوعلي، علي لابوانت، عمر ياسف «الصغير»، محمود بوحميدي، طالب عبد الرحمن. وغيرهم كثيرون. واستشهد بعضهم في قلب العاصمة.
وقد تخلّل معركة الجزائر إضراب الثمانية أيام الشهير من 28 جانفي إلى 4 فيفري 1957، والذي عجل بطرح القضية الجزائرية أمام هيئة الأمم المتحدة. واعتبرت المعركة نقلة نوعية في مسار الثورة التحريرية، إذ نقلت العمل المسلح إلى قلب العاصمة أمام مرأى ومسمع من الصحافة الدولية والبعثات الدبلوماسية وبذلك لم يعد الحديث عن مجموعة من المتمردين في الجبال فقط. وقدرت المصالح الفرنسية عدد المناضلين النشطين في العاصمة بـ 5000 شخص.
و تكلف الجنرال بيجار والجنرال ماسو بالقضاء على معركة الجزائر مستخدمين كل الوسائل: المداهمات، التعذيب الوحشي، الاغتصاب، الاختطاف.

## المصدر
الرسمي لوزارة المجاهدين الجزائرية